# روبين داريو فيلازكيز
روبين داريو فيلازكيز (بالإسبانية: Rubén Darío Velázquez)‏ هو لاعب كرة قدم كولومبي في مركز الوسط، ولد في 18 ديسمبر 1975 في Pueblo Rico, Risaralda ‏ في كولومبيا. شارك مع منتخب كولومبيا لكرة القدم. أما مع النوادي، فقد لعب مع أتلتيكو ناسيونال وأونس كالداس وديبورتيفو كالي ونادي أتليتيكو كولون.

## وصلات خارجية
- روبين داريو فيلازكيز على موقع الاتحاد الدولي (مؤرشف)  (الإنجليزية)
- روبين داريو فيلازكيز على موقع قاعدة بيانات كرة القدم.إي يو (الإنجليزية)
- روبين داريو فيلازكيز على موقع ناشيونال فوتبول تيمز (الإنجليزية)